# Sanitatem
Sanitatem ist ein deutscher dystopischer Science-Fiction-Film aus dem Jahr 2023, der von Michael Kleinfeld geschrieben, inszeniert und produziert wurde. Der Film spielt in einer postapokalyptischen Welt, in der flächendeckende Stromausfälle in ganz Europa zu einem Zusammenbruch der Zivilisation geführt haben.

## Handlung
Flächendeckende Stromausfälle haben ganz Europa lahmgelegt und zu einem Zusammenbruch der Zivilisation geführt. Der 16-jährige Ilay wurde von seiner Familie getrennt und muss sich nun alleine durch die zerstörten Landschaften seiner Heimat kämpfen, um sie wiederzufinden. Auf seiner gefährlichen Reise trifft er auf andere Überlebende, muss sich gegen Plünderer zur Wehr setzen und erkennt, dass die Katastrophe auch eine Chance für einen Neuanfang bietet.

## Erstaufführungen
Der Film wurde am 15. Juni 2023 beim Internationalen Filmfestival Shanghai uraufgeführt. 
Die Deutschlandpremiere folgte auf den Internationalen Hofer Filmtagen am 25. Oktober 2023.